# Gabriela (film 1942)
Gabriela – czeski czarno-biały film dramatyczny w reżyserii Miroslava J. Krňanskiego, zrealizowany w 1942 w Protektoracie Czech i Moraw.

## Obsada
- Marie Glázrová jako Gabriela Tuzarová
- Karel Höger jako Petr Tuzar, mąż Gabrieli
- Vladimír Leraus jako Štěpán Tuzar
- Zdeňka Baldová jako Žofka
- Jiří Steimar jako Michal
- Marie Rosůlková jako Irena Šeborová
- Jindřich Plachta jako Kudrna
- Vladimír Salač jako Jindříšek
- Theodor Pištěk jako Palous
- Josef Gruss jako Carda
- František Filipovský jako František Kalista
- Ada Dohnal jako audytor
- Bohuš Záhorský jako audytor
- F. X. Mlejnek jako listonosz
- Miloš Šubrt jako klient kawiarni
- Vladimír Štros jako recepcjonista
- František Paul jako stróż
- Světla Svozilová jako irytująca kobieta
- Ada Karlovský jako gość na przyjęciu